# Greg von Holdt
Greg von Holdt es un deportista sudafricano que compitió en triatlón. Ganó una medalla de plata en el Campeonato Africano de Triatlón de 1999.

## Palmarés internacional
| Campeonato Africano | Campeonato Africano  | Campeonato Africano | Campeonato Africano |
| Año                 | Lugar                | Medalla             | Prueba              |
| ------------------- | -------------------- | ------------------- | ------------------- |
| 1999                | Troutbeck (Zimbabue) | Medalla de plata    | Individual          |